# Fâchin
Fâchin é uma comuna francesa na região administrativa de Borgonha-Franco-Condado, no departamento Nièvre. Estende-se por uma área de 13,22 km². Em 2010 a comuna tinha 108 habitantes (densidade: 8,2 hab./km²).